# لوئیس بینفورد
لویس رابرتس بینفورد (به انگلیسی: Lewis Roberts Binford) (زاده ۲۱ نوامبر ۱۹۳۰ - درگذشته ۱۱ آوریل ۲۰۱۱) انسان‌شناس و باستان‌شناس آمریکایی و پدر باستان‌شناسی نوین است.

## زندگی‌نامه
وی در نورفوک، ویرجینیا به دنیا آمد و در زمان جنگ دوم جهانی مترجم ارتش آمریکا در اوکیناوی ژاپن بود که در آنجا به باستان‌شناسی علاقه‌مند شد. وی در سال ۱۹۶۴ دکترایش را از دانشگاه میشیگان اخذ کرد.
بینفورد در دهه ۱۹۶۰ میلادی با انتشار سلسله مقالاتی دراباره لزوم بازنگری در نگرش‌های سنتی باستان‌شناسی موج نوینی را در باستان‌شناسی آغاز کرد که باستان‌شناسی نوین گفته می‌شود. باستان‌شناسی نوین اندیشه‌ها و چارچوب سنتی باستان‌شناسی را مورد سؤال قرار داد و از این طریق چالش‌های فراوانی را در اندیشه باستان شناختی خصوصاً باستان‌شناسی مبتنی بر تاریخ فرهنگ به وجود آورد. باستان‌شناسی نوین که بعدها تحت عنوان باستان‌شناسی فرایندی مشهور شد مدعی نگاهی اجتماعی به گذشته‌است. دیدگاهی که سعی دارد با مطالعه بقایای مادی گذشته زندگی جوامع پیش از تاریخ را بازسازی کند. او برای سنجش نظریات خود مدت‌ها با قبایل شکارگر آلاسکا زندگی کرد تا از نزدیک با شیوه‌های شکار و سایر جنبه‌های زیستی آن‌ها آشنا شود. وی کتاب‌های متعددی منتشر ساخته که بعد از گذشت چند دهه همچنان از اهمیت زیادی برخوردار هستند. آخرین کتاب وی در سال ۲۰۰۱ با عنوان شیوه‌ای تحلیلی برای طرح نظریات باستان شناختی با استفاده از داده‌های حاصله از مطالعات محیطی و جوامع شکارگر-گردآورنده منتشر شد.
بینفورد یکی از مؤثرترین چهره‌ها در باستان‌شناسی قرن بیستم است. در سال ۲۰۱۰ اتحادیه بین‌المللی نجوم به افتخار او شهاب آسمانی موسوم به (۲۱۳۶۲۹) را بنام بینفورد نامگذاری شده‌است. همسر سابق وی سالی بینفورد نیز انسان‌شناس مشهوری بود که در سال ۱۹۹۴ خودکشی کرد. از بینفورد و همسرش دختری بنام مارتا باقیمانده‌است.

## آثار
- Constructing frames of reference:an analytical method for archaeological theory building using hunter-gatherer and environmental data sets Berkeley: University of California Press, (2001) ISBN 0-520-22393-4
- Debating Archaeology San Diego: Academic Press, (1989) ISBN 0-12-100045-1
- Faunal Remains from Klasies River Caves (1984) ISBN 0-12-100070-2
- In Pursuit of the Past: Decoding the Archaeological Record (1983) ISBN 0-520-23339-5
- Bones, Ancient Men and Modern Myths (1981) ISBN 0-12-100035-4
- Nunamiut Ethnoarchaeology (1978) ISBN 0-12-100040-0
- An archaeological perspective New York: Seminar Press, (1972) ISBN 0-12-807750-6
- New Perspectives in Archaeology (1968) ISBN 0-202-33022-2
- Archaeology as Anthropology (1962)